# اتا سپر
اتا سپر یک ستاره است که در صورت فلکی سپر قرار دارد.